# Großer Preis von Brasilien 1986
Der Große Preis von Brasilien 1986 (offiziell 15º Grande Premio Brasil de Fórmula 1) fand am 23. März auf dem Jacarepaguá Circuit in Rio de Janeiro statt und war das erste Rennen der Formel-1-Weltmeisterschaft 1986.

## Berichte

### Hintergrund
Außer Ferrari trat kein Team mit der Fahrerkombination des Vorjahres an. Renault und Alfa Romeo hatten ihre Engagements als Werksteams beendet und traten 1986 nur noch als Motorenlieferanten in Erscheinung.
Neuer Teamkollege des amtierenden Weltmeisters Alain Prost bei McLaren wurde nach dem Karriereende von Niki Lauda der ehemalige Williams-Pilot Keke Rosberg, dessen Platz an der Seite von Nigel Mansell von Nelson Piquet eingenommen wurde. Brabham stellte sich daraufhin mit Riccardo Patrese und Elio de Angelis komplett neu auf.
Ayrton Senna verhinderte, dass der eigentlich vorgesehene Derek Warwick sein neuer Teamkollege im Team Lotus wurde. Stattdessen engagierte man den britischen Debütanten Johnny Dumfries.
Das Team Toleman wurde vollständig von seinem ehemaligen Hauptsponsor Benetton übernommen und trat fortan als neues Team unter dessen Namen an. Teo Fabi wurde übernommen und Gerhard Berger als zweiter Fahrer engagiert. BMW wurde als Motorenlieferant unter Vertrag genommen und stattete somit neben Brabham und Arrows ein drittes Team aus.
Während Minardi, Haas und Osella ihr Engagement auf jeweils zwei Wagen erweiterten, startete Zakspeed mit nur einem Fahrzeug in die Saison. Die meisten Teams setzten neue oder deutlich weiterentwickelte Rennwagen ein. Dabei fiel vor allem der ungewöhnlich flache Brabham BT55 auf, der von Gordon Murray konstruiert worden war.
Wenige Tage vor dem ersten Saisonrennen wurde Teamchef Frank Williams bei einem Autounfall in Südfrankreich schwer verletzt und ist seither querschnittsgelähmt.

### Training
Lotus-Pilot Senna qualifizierte sich für die Pole-Position vor den beiden Williams FW11 von Piquet und Mansell sowie den beiden Ligier-Piloten René Arnoux und Jacques Laffite.

### Rennen
Nachdem ihm der bessere Start gelungen war, versuchte Mansell, an Senna vorbeizuziehen. Dieser verhinderte dies und Mansell rutschte in die Streckenbegrenzung. Sein Teamkollege Piquet bewies etwas mehr Geduld und überholte Senna in der dritten Runde. Auf dem dritten Rang folgte Michele Alboreto, der kurz zuvor Arnoux überholt hatte. Alboretos Teamkollege Stefan Johansson belegte den fünften Rang, nachdem Rosberg aufgrund eines Motorschadens ausgeschieden war.
Bis zur 20. Runde kämpfte sich Prost an die Spitze. Als er in Runde 27 einen Boxenstopp einlegte, übernahm Piquet, der ebenso wie Senna bereits gestoppt hatte, die Führung. Drei Umläufe später musste Prost wegen eines Elektrikschadens aufgeben.
Vor heimischem Publikum erreichten die beiden Brasilianer Piquet und Senna am Ende die Plätze eins und zwei vor Laffite, Arnoux, Martin Brundle und Berger. Für Brundle waren es die ersten Punkte seiner Karriere.

## Meldeliste
| Team                           | Nr. | Fahrer             | Chassis        | Motor                         | Reifen |
| ------------------------------ | --- | ------------------ | -------------- | ----------------------------- | ------ |
| Marlboro McLaren International | 01  | Alain Prost        | McLaren MP4/2C | TAG/Porsche TTE PO1 1.5 V6t   | G      |
| Marlboro McLaren International | 02  | Keke Rosberg       | McLaren MP4/2C | TAG/Porsche TTE PO1 1.5 V6t   | G      |
| Data General Team Tyrrell      | 03  | Martin Brundle     | Tyrrell 014    | Renault EF15 1.5 V6t          | G      |
| Data General Team Tyrrell      | 04  | Philippe Streiff   | Tyrrell 014    | Renault EF15 1.5 V6t          | G      |
| Canon Williams Honda Team      | 05  | Nigel Mansell      | Williams FW11  | Honda RA166E 1.5 V6t          | G      |
| Canon Williams Honda Team      | 06  | Nelson Piquet      | Williams FW11  | Honda RA166E 1.5 V6t          | G      |
| Motor Racing Developments      | 07  | Riccardo Patrese   | Brabham BT55   | BMW M12/13 1.5 L4t            | P      |
| Motor Racing Developments      | 08  | Elio de Angelis    | Brabham BT55   | BMW M12/13 1.5 L4t            | P      |
| John Player Special Team Lotus | 11  | Johnny Dumfries    | Lotus 98T      | Renault EF15B 1.5 V6t         | G      |
| John Player Special Team Lotus | 12  | Ayrton Senna       | Lotus 98T      | Renault EF15B 1.5 V6t         | G      |
| West Zakspeed Racing           | 14  | Jonathan Palmer    | Zakspeed 861   | Zakspeed 1500/4 1.5 L4t       | G      |
| Team Haas (USA) Ltd            | 15  | Alan Jones         | Lola THL1      | Hart 415T 1.5 L4t             | G      |
| Team Haas (USA) Ltd            | 16  | Patrick Tambay     | Lola THL1      | Hart 415T 1.5 L4t             | G      |
| Barclay Arrows BMW             | 17  | Marc Surer         | Arrows A8      | BMW M12/13 1.5 L4t            | G      |
| Barclay Arrows BMW             | 18  | Thierry Boutsen    | Arrows A8      | BMW M12/13 1.5 L4t            | G      |
| Benetton Formula Ltd           | 19  | Teo Fabi           | Benetton B186  | BMW M12/13 1.5 L4t            | P      |
| Benetton Formula Ltd           | 20  | Gerhard Berger     | Benetton B186  | BMW M12/13 1.5 L4t            | P      |
| Osella Squadra Corse           | 21  | Piercarlo Ghinzani | Osella FA1G    | Alfa Romeo 890T 1.5 V8t       | P      |
| Osella Squadra Corse           | 22  | Christian Danner   | Osella FA1F    | Alfa Romeo 890T 1.5 V8t       | P      |
| Minardi F1 Team                | 23  | Andrea de Cesaris  | Minardi M185B  | Motori Moderni 615-90 1.5 V6t | P      |
| Minardi F1 Team                | 24  | Alessandro Nannini | Minardi M185B  | Motori Moderni 615-90 1.5 V6t | P      |
| Équipe Ligier                  | 25  | René Arnoux        | Ligier JS27    | Renault EF15 1.5 V6t          | P      |
| Équipe Ligier                  | 26  | Jacques Laffite    | Ligier JS27    | Renault EF15 1.5 V6t          | P      |
| Scuderia Ferrari SpA SEFAC     | 27  | Michele Alboreto   | Ferrari F1/86  | Ferrari 032 1.5 V6t           | G      |
| Scuderia Ferrari SpA SEFAC     | 28  | Stefan Johansson   | Ferrari F1/86  | Ferrari 032 1.5 V6t           | G      |

## Klassifikationen

### Qualifying
| Pos. | Fahrer             | Konstrukteur           | Qualifikationstraining 1 | Qualifikationstraining 1 | Qualifikationstraining 2 | Qualifikationstraining 2 | Start |
| Pos. | Fahrer             | Konstrukteur           | Zeit                     | Ø-Geschwindigkeit        | Zeit                     | Ø-Geschwindigkeit        | Start |
| ---- | ------------------ | ---------------------- | ------------------------ | ------------------------ | ------------------------ | ------------------------ | ----- |
| 01   | Ayrton Senna       | Lotus-Renault          | 1:26,983                 | 208,220 km/h             | 1:25,501                 | 211,829 km/h             | 01    |
| 02   | Nelson Piquet      | Williams-Honda         | 1:26,266                 | 209,951 km/h             | 1:26,755                 | 208,767 km/h             | 02    |
| 03   | Nigel Mansell      | Williams-Honda         | 1:27,046                 | 208,069 km/h             | 1:26,749                 | 208,782 km/h             | 03    |
| 04   | René Arnoux        | Ligier-Renault         | 1:30,563                 | 199,989 km/h             | 1:27,133                 | 207,862 km/h             | 04    |
| 05   | Jacques Laffite    | Ligier-Renault         | 1:30,175                 | 200,849 km/h             | 1:27,190                 | 207,726 km/h             | 05    |
| 06   | Michele Alboreto   | Ferrari                | 1:30,156                 | 200,892 km/h             | 1:27,485                 | 207,025 km/h             | 06    |
| 07   | Keke Rosberg       | McLaren-TAG-Porsche    | 1:28,763                 | 204,044 km/h             | 1:27,705                 | 206,506 km/h             | 07    |
| 08   | Stefan Johansson   | Ferrari                | 1:30,363                 | 200,432 km/h             | 1:27,711                 | 206,492 km/h             | 08    |
| 09   | Alain Prost        | McLaren-TAG-Porsche    | 1:28,467                 | 204,727 km/h             | 1:28,099                 | 205,582 km/h             | 09    |
| 10   | Riccardo Patrese   | Brabham-BMW            | keine Zeit               | –                        | 1:29,294                 | 202,831 km/h             | 10    |
| 11   | Johnny Dumfries    | Lotus-Renault          | 1:30,452                 | 200,234 km/h             | 1:29,503                 | 202,357 km/h             | 11    |
| 12   | Teo Fabi           | Benetton-BMW           | 1:31,138                 | 198,727 km/h             | 1:29,748                 | 201,805 km/h             | 12    |
| 13   | Patrick Tambay     | Lola-Hart              | 1:31,429                 | 198,095 km/h             | 1:30,594                 | 199,921 km/h             | 13    |
| 14   | Elio de Angelis    | Brabham-BMW            | 1:31,682                 | 197,548 km/h             | 1:31,074                 | 198,867 km/h             | 14    |
| 15   | Thierry Boutsen    | Arrows-BMW             | 1:32,911                 | 194,935 km/h             | 1:31,244                 | 198,496 km/h             | 15    |
| 16   | Gerhard Berger     | Benetton-BMW           | 1:31,653                 | 197,611 km/h             | 1:31,313                 | 198,346 km/h             | 16    |
| 17   | Martin Brundle     | Tyrrell-Renault        | 1:32,983                 | 194,784 km/h             | 1:32,009                 | 196,846 km/h             | 17    |
| 18   | Philippe Streiff   | Tyrrell-Renault        | 1:35,669                 | 189,315 km/h             | 1:32,388                 | 196,038 km/h             | 18    |
| 19   | Alan Jones         | Lola-Hart              | 1:33,664                 | 193,368 km/h             | 1:33,236                 | 194,255 km/h             | 19    |
| 20   | Marc Surer         | Arrows-BMW             | 1:33,781                 | 193,127 km/h             | 1:34,144                 | 192,382 km/h             | 20    |
| 21   | Jonathan Palmer    | Zakspeed               | 1:35,119                 | 190,410 km/h             | 1:33,784                 | 193,120 km/h             | 21    |
| 22   | Andrea de Cesaris  | Minardi-Motori Moderni | 1:37,835                 | 185,124 km/h             | 1:34,646                 | 191,361 km/h             | 22    |
| 23   | Piercarlo Ghinzani | Osella-Alfa Romeo      | 1:38,165                 | 184,502 km/h             | 1:35,988                 | 188,686 km/h             | 23    |
| 24   | Christian Danner   | Osella-Alfa Romeo      | 1:39,389                 | 182,229 km/h             | 1:36,558                 | 187,572 km/h             | 24    |
| 25   | Alessandro Nannini | Minardi-Motori Moderni | 1:40,739                 | 179,787 km/h             | 1:37,466                 | 185,825 km/h             | 25    |

### Rennen
| Pos. | Fahrer             | Konstrukteur           | Runden | Stopps | Zeit        | Start | Schnellste Runde |
| ---- | ------------------ | ---------------------- | ------ | ------ | ----------- | ----- | ---------------- |
| 01   | Nelson Piquet      | Williams-Honda         | 61     | 2      | 1:39:32,583 | 02    | 1:33,546 (46.)   |
| 02   | Ayrton Senna       | Lotus-Renault          | 61     | 1      | + 34,827    | 01    | 1:34,785 (46.)   |
| 03   | Jacques Laffite    | Ligier-Renault         | 61     | 0      | + 59,759    | 05    | 1:35,767 (39.)   |
| 04   | René Arnoux        | Ligier-Renault         | 61     | 0      | + 1:28,429  | 04    | 1:36,414 (39.)   |
| 05   | Martin Brundle     | Tyrrell-Renault        | 60     | 0      | + 1 Runde   | 17    | 1:37,869 (17.)   |
| 06   | Gerhard Berger     | Benetton-BMW           | 59     | 0      | + 2 Runden  | 16    | 1:36,958 (30.)   |
| 07   | Philippe Streiff   | Tyrrell-Renault        | 59     | 0      | + 2 Runden  | 18    | 1:39,651 (38.)   |
| 08   | Elio de Angelis    | Brabham-BMW            | 58     | 1      | + 3 Runden  | 14    | 1:35,121 (22.)   |
| 09   | Johnny Dumfries    | Lotus-Renault          | 58     | 2      | + 3 Runden  | 11    | 1:35,033 (50.)   |
| 10   | Teo Fabi           | Benetton-BMW           | 56     | 1      | + 5 Runden  | 12    | 1:33,998 (49.)   |
| –    | Thierry Boutsen    | Arrows-BMW             | 37     | 0      | DNF         | 15    | 1:38,591 (23.)   |
| –    | Michele Alboreto   | Ferrari                | 35     | 0      | DNF         | 06    | 1:35,532 (23.)   |
| –    | Alain Prost        | McLaren-TAG-Porsche    | 30     | 1      | DNF         | 09    | 1:35,381 (12.)   |
| –    | Christian Danner   | Osella-Alfa Romeo      | 29     | 0      | DNF         | 24    | 1:43,712 (29.)   |
| –    | Stefan Johansson   | Ferrari                | 26     | 0      | DNF         | 08    | 1:36,983 (21.)   |
| –    | Patrick Tambay     | Lola-Hart              | 24     | 0      | DNF         | 13    | 1:38,674 (09.)   |
| –    | Riccardo Patrese   | Brabham-BMW            | 21     | 0      | DNF         | 10    | 1:38,409 (07.)   |
| –    | Jonathan Palmer    | Zakspeed               | 20     | 0      | DNF         | 21    | 1:41,849 (04.)   |
| –    | Marc Surer         | Arrows-BMW             | 19     | 0      | DNF         | 20    | 1:39,970 (06.)   |
| –    | Alessandro Nannini | Minardi-Motori Moderni | 18     | 0      | DNF         | 25    | 1:40,461 (12.)   |
| –    | Andrea de Cesaris  | Minardi-Motori Moderni | 16     | 0      | DNF         | 22    | 1:36,475 (12.)   |
| –    | Piercarlo Ghinzani | Osella-Alfa Romeo      | 16     | 0      | DNF         | 23    | 1:43,412 (08.)   |
| –    | Keke Rosberg       | McLaren-TAG-Porsche    | 6      | 0      | DNF         | 07    | 1:38,027 (05.)   |
| –    | Alan Jones         | Lola-Hart              | 5      | 0      | DNF         | 19    | 1:38,710 (02.)   |
| –    | Nigel Mansell      | Williams-Honda         | 0      | 0      | DNF         | 03    | –                |

## WM-Stände nach dem Rennen
Die ersten sechs des Rennens bekamen 9, 6, 4, 3, 2 bzw. 1 Punkt(e).  In der Fahrerwertung wurden die besten elf Resultate, in der Konstrukteurswertung alle Resultate gewertet.

### Fahrerwertung
| Pos. | Fahrer           | Konstrukteur        | Punkte |
| ---- | ---------------- | ------------------- | ------ |
| 01   | Nelson Piquet    | Williams-Honda      | 9      |
| 02   | Ayrton Senna     | Lotus-Renault       | 6      |
| 03   | Jacques Laffite  | Ligier-Renault      | 4      |
| 04   | René Arnoux      | Ligier-Renault      | 3      |
| 05   | Martin Brundle   | Tyrrell-Renault     | 2      |
| 06   | Gerhard Berger   | Benetton-BMW        | 1      |
| 07   | Philippe Streiff | Tyrrell-Renault     | 0      |
| 08   | Elio de Angelis  | Brabham-BMW         | 0      |
| 09   | Johnny Dumfries  | Lotus-Renault       | 0      |
| 10   | Teo Fabi         | Benetton-BMW        | 0      |
| –    | Thierry Boutsen  | Arrows-BMW          | 0      |
| –    | Michele Alboreto | Ferrari             | 0      |
| –    | Alain Prost      | McLaren-TAG-Porsche | 0      |

| Pos. | Fahrer             | Konstrukteur           | Punkte |
| ---- | ------------------ | ---------------------- | ------ |
| –    | Christian Danner   | Osella-Alfa Romeo      | 0      |
| –    | Stefan Johansson   | Ferrari                | 0      |
| –    | Patrick Tambay     | Lola-Hart              | 0      |
| –    | Riccardo Patrese   | Brabham-BMW            | 0      |
| –    | Jonathan Palmer    | Zakspeed               | 0      |
| –    | Marc Surer         | Arrows-BMW             | 0      |
| –    | Alessandro Nannini | Minardi-Motori Moderni | 0      |
| –    | Andrea de Cesaris  | Minardi-Motori Moderni | 0      |
| –    | Piercarlo Ghinzani | Osella-Alfa Romeo      | 0      |
| –    | Keke Rosberg       | McLaren-TAG-Porsche    | 0      |
| –    | Alan Jones         | Lola-Hart              | 0      |
| –    | Nigel Mansell      | Williams-Honda         | 0      |

### Konstrukteurswertung
| Pos. | Konstrukteur   | Punkte |
| ---- | -------------- | ------ |
| 01   | Williams-Honda | 9      |
| 02   | Ligier-Renault | 7      |
| 03   | Lotus-Renault  | 6      |
| 04   | Tyrrell-Ford   | 2      |
| 05   | Benetton-BMW   | 1      |
| 06   | Brabham-BMW    | 0      |
| –    | Arrows-BMW     | 0      |

| Pos. | Konstrukteur           | Punkte |
| ---- | ---------------------- | ------ |
| –    | Ferrari                | 0      |
| –    | McLaren-TAG-Porsche    | 0      |
| –    | Osella-Alfa Romeo      | 0      |
| –    | Lola-Hart              | 0      |
| –    | Zakspeed               | 0      |
| –    | Minardi-Motori Moderni | 0      |